# Galerida
A Galerida a madarak osztályának verébalakúak (Passeriformes) rendjébe és a pacsirtafélék (Alaudidae) családjába tartozó nem.

## Rendszerezésük
A nemet Friedrich Boie német ornitológus és ügyvéd írta le 1828-ban, az alábbi 7 faj tartozik ide:
- Galerida modesta
- nagycsőrű pacsirta (Galerida magnirostris)
- kövi pacsirta (Galerida theklae)
- búbospacsirta (Galerida cristata)
- Galerida macrorhyncha
- malabári pacsirta (Galerida malabarica)
- Galerida deva

Fosszilis leletekből ismert fajok:
- Galerida bulgarica (késő pliocén, Bulgária)[3]
- Galerida pannonica (pliocén Csarnóta, Magyarország)[4]

## Előfordulásuk
Európa, Ázsia és Afrika területén honosak. Természetes élőhelyeik a mérsékelt övi, szubtrópusi és trópusi gyepek és cserjések, valamint legelők és szántóföldek. Állandó, nem vonuló fajok.

## Megjelenésük
Testhosszuk 14-18 centiméter körüli.